# Melipilla (Metropolitana)
Melipilla is een gemeente in de Chileense provincie Melipilla in de regio Región Metropolitana. Melipilla telde 123.627 inwoners in 2017 en heeft een oppervlakte van 1345 km².